# Switch Disco
Switch Disco ist ein britisch-griechisches DJ-Duo aus Basingstoke/Zante aus dem Bereich Tech House/Garage bestehend aus dem Briten Dan Creasy und dem Griechen Nikos Kalogerias. 2023 hatten sie mit React einen Top-5-Hit in den britischen Charts.

## Karriere
Dan Creasy und Nikos Kalogerias waren schon einige Jahre als DJs aktiv, bevor sie sich trafen. 2012 schlossen sie sich unter dem Namen Switch Disco als DJ-Duo zusammen. Sie machten sich in Großbritannien landesweit in Clubs und bei Festivals einen Namen und waren unter anderem auch in Amsterdam, Ibiza und Miami zu Gast.
Als sie in der Corona-Zeit nicht auftreten konnten, begannen sie mit der Veröffentlichung von Mashups aus verschiedenen Songs im Internet und waren damit bspw. bei TikTok und Instagram sowie bei BBC Radio 1 erfolgreich. Zudem unterschrieben sie einen Plattenvertrag bei Relentless Records (Sony) und veröffentlichten 2021 den Song Everything, der auf dem Hit I Love You Always Forever von Donna Lewis basiert. Er wurde unter anderem als Intro der britischen Ausgabe von Love Island im Fernsehen verwendet.
Anfang 2023 folgte React, eine Zusammenarbeit mit Sängerin Ella Henderson mit dem Instrumental Children von Robert Miles als Hintergrund. Es stieg im Februar in den unteren Rängen der britischen Top 100 ein und arbeitete sich über mehrere Monate bis in die Top 5 nach oben. Im Juni erreichte es Nummer 4 als beste Platzierung. Es hielt sich über den Sommer hinaus mehr als ein halbes Jahr in den Charts und wurde mit Gold ausgezeichnet. Vereinzelt war das Lied auch in anderen Ländern erfolgreich und erreichte Platz 1 der tschechischen Radiocharts.

## Mitglieder
- Dan Creasy
- Nikos Kalogerias

## Diskografie
Lieder
- Everything (2021)
- React (featuring Ella Henderson, 2023)